# Hans Sachs (Mediziner)
Hans Sachs (* 6. Juni 1877 in Kattowitz, Deutsches Reich; † 25. März 1945 in Dublin, Irland) war ein deutscher Mediziner und Serologe.

## Leben
Hans Sachs war der Sohn des Kaufmanns Elias Sachs in Kattowitz und dessen Ehefrau Flora Hausdorff. Er ging auf die Gymnasien von Kattowitz und Breslau, wo er 1895 am Johannesgymnasium die Reifeprüfung bestand.
Sachs studierte ab 1895 an den Universitäten Freiburg,  Breslau und Berlin, seine Doktorwürde bekam er nach seiner Dissertation Ueber das Verhalten der Laevulose im Stoffwechsel 1900 an der Universität Leipzig. Ab 1905 forschte und arbeitete er an der Universität Frankfurt am Main. 1907 wurde er dort Professor, seit 1914 auch Honorar-Professor an der Universität Frankfurt/Main. 1920 ging er nach Heidelberg als Professor des Instituts für Immunitäts- und Serumforschung und Direktor der Wissenschaftlichen Abteilung des Instituts für Experimentelle Krebsforschung. Im Jahr 1932 wurde er zum Mitglied der Wissenschaftsakademie Leopoldina gewählt.
1935 wurde er als Jude aus dem Institut und der Universität entlassen. Hans Sachs musste 1938 aus Deutschland fliehen, emigrierte nach Oxford und später nach Dublin, wo er 1945 starb.
Er heiratete im Jahr 1905 Adelheid Sophie Charlotte Grelling (1884–1978), eine Tochter des Richard Grelling (1853–1929) und der Margarethe Anna Simon (1862–1934). Das Paar hatte einen Sohn und eine Tochter. Der Mathematiker Kurt Grelling (1886–1942) war sein Schwager.

## Ehrungen
In Kattowitz wurde eine Straße nach ihm benannt (Sachsstraße, heutige Ulica Jana Kochanowskiego).